# Ludwig Behrends
Ludwig Behrends (* 18. März 1894; † nach 1939) war ein deutscher Aufnahmeleiter und Filmproduktionsleiter beim reichsdeutschen Film.

## Leben und Wirken
Über Behrends’ Herkunft und Ausbildung ist derzeit nichts bekannt. Behrends war seit 1928 im Auftrag der Tobis an der Herstellung der allerersten, damals noch kurzen deutschen Tonfilmen wie Paganini in Venedig beteiligt und wirkte dort als Aufnahmeleiter an der Seite des Tonfilmpioniers Guido Bagier. Seit 1933 regelmäßig als Produktionsleiter und später auch als Herstellungsleiter eingesetzt, beteiligte er sich bis 1939 an mehreren nicht allzu ambitionierten Unterhaltungsfilmen unterschiedlicher Produktionsfirmen. Bei Ausbruch des Krieges verschwand Ludwig Behrends aus dem Blickfeld der Öffentlichkeit.

## Filmografie
als Produktions- oder Herstellungsleiter
- 1933: Die Finanzen des Großherzogs
- 1934: Der Herr der Welt
- 1935: Artisten
- 1936: Martha
- 1936: Familienparade
- 1936: Die Jugendsünde
- 1936: 90 Minuten Aufenthalt
- 1937: Der Lachdoktor
- 1937: Die Korallenprinzessin
- 1937: Mit versiegelter Order
- 1937: Heiratsschwindler
- 1938: Skandal um den Hahn
- 1939: Hochzeit mit Hindernissen